# Équinoxe

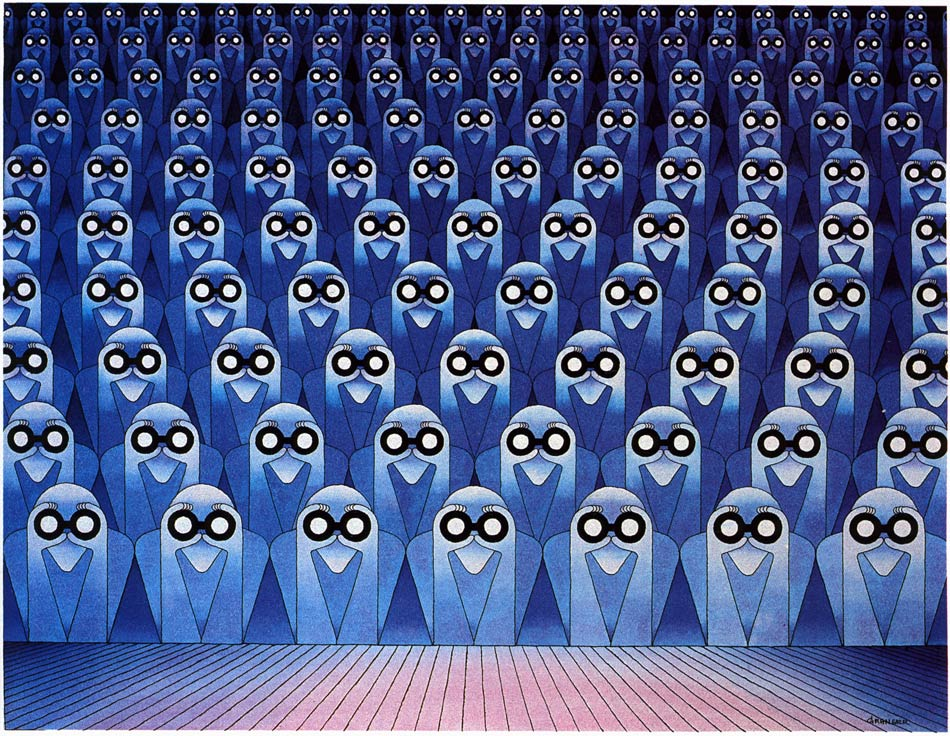
Obraz Le trac Michela Grangera wykorzystany na okładce.

Équinoxe (fr. wym.: [ekinɔks]) – album Jeana-Michela Jarre’a, wydany w 1978 roku po ośmiu miesiącach pracy. Jedno z najpopularniejszych wydawnictw artysty.
Utwór Équinoxe V był wykorzystywany w czołówce polskiego programu popularnonaukowego Kwant.
Remastering z oryginalnej taśmy analogowej w roku 2014 dla Yakuda Audio przygotował Dave Dadwater.
W 2018 minęło 40 lat od wydania albumu. Z tej okazji Jean-Michel Jarre wydał nowy album – Equinoxe Infinity.

## Utwory
| 1. | „Équinoxe (Part I)”    | 2:23  |
|    |                        |       |
| 1. | „Équinoxe (Part II)”   | 5:01  |
|    |                        |       |
| 1. | „Équinoxe (Part III)”  | 5:11  |
|    |                        |       |
| 1. | „Équinoxe (Part IV)”   | 6:54  |
|    |                        |       |
| 1. | „Équinoxe (Part V)”    | 3:47  |
|    |                        |       |
| 1. | „Équinoxe (Part VI)”   | 3:23  |
|    |                        |       |
| 1. | „Équinoxe (Part VII)”  | 7:24  |
|    |                        |       |
| 1. | „Équinoxe (Part VIII)” | 5:04  |
|    |                        |       |
|    |                        | 39:07 |
|    |                        |       |

## Sprzęt
Jarre wykonywał utwory z Équinoxe na następujących urządzeniach:
ARP 2600 Synthesizer, EMS Synthi AKS, VCS 3 Synthesizer, Yamaha Polyphonic Synthesizer, Oberheim Polyphonic Synthesizer, RMI Harmonic Synthesizer, RMI Keyboard Computer, ELKA 707 Organ, Korg Polyphonic Ensemble, Eminent 310 Unique Organ, Mellotron, ARP Sequenzer, Oberheim Digital Sequencer, Matrisequencer 250, Rhythmicomputer, Korg KR55, Vocoder E.M.S.1000